# Накшатра
Накша́тра (санскр. नक्षत्र, IAST: nakṣatra, «созвездие») — созвездия в индийской астрономии, так называемые «лунные стоянки» или «лунные дома», через которые проходит Луна. Термин нашёл широкое применение в ведийских ритуалах, для которых является важным определение движения Луны. Каждая накшатра названа по имени главной звезды, находящейся в ней, и имеет своего патрона (божество или риши). В индийской астрологии Джьотиша накшатрам приписывается разное влияние на судьбы людей. По накшатрам также определяли путь Солнца. Звёздный (лунный) месяц был больше 27, но меньше 28 дней, что нашло своё отражение в системе накшатр, которых насчитывается 27 или 28. В литературе индуизма накшатры отождествляются с дочерьми Дакши, жёнами бога Чандры.

## Общее представление
Как и в зодиакальной системе, каждая накшатра является частью эклиптики лишь с тем отличием, что склонение накшатры составляет 13°20′, а знак зодиака — 30°. Сидерический период обращения Луны составляет 27,321661 дня (27 д 7 ч 43 мин 11,5 сек), так что каждую накшатру Луна проходит приблизительно за один день.
Начальной точкой накшатр и зодиакальных знаков считается точка, расположенная на эклиптике прямо напротив звезды Спика, называемой на санскрите Читра (существуют другие определения). С неё начинается знак Овна. Эклиптика поделена на накштары к востоку, начиная от этой точки. Список накшатр мы можем обнаружить в ведийских текстах: Тайттирия-самхите (одной из глав Тайттирия-араньяки) и Шатапатха-брахмане. Первым астрологическим текстом, перечисляющим их, является Джьотиша-веданга древнеиндийского астролога Лагадхи.
В Древней Индии считали, что накшатры были сотворены Дакшей и являются жёнами Чандры (бог Луны).
У каждой накшатры есть свой планетный управитель. Их последовательность такова: Кету (Южный лунный узел), Шукра (Венера), Рави или Сурья (Солнце), Чандра (Луна), Мангала (Марс), Раху (Северный лунный узел), Гуру или Брихаспати (Юпитер), Шани (Сатурн) и Будха (Меркурий). Список повторяется три раза, таким образом охватывая все 27 накшатр. Управитель каждой накшатры определяет планетарный период, известный как даша, который считается важным для предсказания судьбы отдельного
человека.
Каждая накшатра также имеет своё, правящее ею божество, и характеризуется полом, ганом, гуной, сословием, дошей, направленностью, сексуальным тотемом.
В Тибете также есть система двадцати восьми констелляций (на вайли rgyu skar), но если индийская система делит зодиак на 27 равных частей, а двадцать восьмая Абхиджит находится вне зодиака и занимает место между последней четвертью Уттара-Ашадхи и 1/15 частью Шраваны, то тибетская разделяет одну из двадцати семи равных частей на две. Система двадцати восьми лунных констелляций встречается и в китайской астрономии (кит. трад. 宿, пиньинь xiù, палл. сю). Здесь упор делается на Полярную звезду как на центр небес, подобный китайскому императору на земле. Стоянки, которые уподобляются министрам, вращаются вокруг неё по звёздному экватору и поэтому сдвинуты по отношению к индийским накшатрам на 180° и состоят из групп звёзд, немного отличных от тех, что составляют общеиндийские стоянки.
Система лунных домов также была широко известна в арабской астрологии, затем от арабов она попала в Испанию и распространилась в Европе. Описание их находим в трактате по астромагии «Цель мудреца» — «Пикатрикс». Здесь накшатру называют Лунный особняк. Однако, по всей видимости, было утрачено понимание, что накшатра должна соответствовать дню сидерического месяца, и зодиак был поделён на 28 ровных частей по 12,86°.

## Накшатры в Атхарваведах
В Атхарваведе (редакция Шаунакия, Книга XIX, гимн 7) даётся следующий список[уточнить] звёзд и астеризмов, многие из которых соответствуют поздним накшатрам:
1. Криттика
2. Рохини
3. Мригашира
4. Ардра
5. Пунарвасу
6. Сунрита ?
7. Пушья
8. Бхану ?
9. Ашлеша
10. Магха
11. Пхалгунии
12. Хаста
13. Читра
14. Свати
15. Радха ?
16. Вишакха
17. Анурадха
18. Джьештха
19. Мула
20. Пурва ашадха
21. Уттара ашадха
22. Абхиджита
23. Шравана
24. Шравиштха
25. Шатабхиша
26. Проштхапада
27. Ревати
28. Ашваюджи
29. Бхарани

## Список накшатр
Классический список 27 накшатр впервые встречается в Джьотиша-веданге, датируемой последними веками до н. э. Возникновение системы накшатр предшествует влиянию эллинистической астрономии на индийскую традицию, которое началось около II века.
В нижеследующем списке накшатр указаны соответствующие области неба по Бэшему (Basham, 1954 г.).
| №  | Название | Связанные звёзды                      | Описание | Изображение |
| -- | --- | ------------------------------------- | --- | ----------- |
| 1  | Ашвини (санскр. अश्विनी, IAST: Aśvinī, «жена Ашвинов», также Ашваюджи(санскр. अश्वयुजी, IAST: Aśvayujī, «запрягание лошадей», тиб. Тхакар, вайли tha skar, кит. трад. 婁宿, упр. 娄宿, пиньинь Lóu xiù, палл. Лоу сью, «привязь»)               | β и γ Овна                            | - Управитель: Кету (южный узел Луны) - Символ: лошадиная голова - Божество: Ашвины — лошадиноголовые близнецы, лекари богов - Индийский зодиак: 0° — 13°20′ Меша - Западный зодиак: 26° Овна — 9°20′ Тельца                                     |             |
| 2  | Бхарани (санскр. भरणी, IAST: Bharanī, «носитель», тиб. Дранье, вайли bra nye, кит. трад. 胃宿, пиньинь Wèi xiù, палл. Вэй сю, «желудок»)                                                                                                   | 35, 39 и 41 Овна                      | - Управитель: Шукра (Венера) - Символ: Йони - Божество Яма — божество смерти, или Дхарма - Индийский зодиак: 13° 20′ — 26°40′ Меша - Западный зодиак: 9° 20′ — 22° 40′ Тельца                                                                   |             |
| 3  | Криттика (санскр. कृत्तिका, IAST: Kṛttikā, старое название Плеяд, персонифицируется как 6 матерей Карттикея — сына Шивы, тиб. Миньдруг, вайли smin drug, кит. трад. 昴宿, пиньинь Mǎo xiù, палл. Мао сю, «созвездие Плеяд, волосатая голова») | Плеяды Тельца                         | - Управитель: Сурья (Солнце) - Символ: Нож или копьё - Божество: Агни — божество огня - Индийский зодиак: 26°40′ Меша — 10° Вришабха - Западный зодиак: 22° 40′ Тельца — 6° Близнецов                                                           |             |
| 4  | Рохини (санскр. रोहिणी, IAST: Rohinī, «красное», название Альдебарана, также Брахми санскр. ब्राह्मी, IAST: Brāhmī, тиб. Нарма, вайли snar ma кит. трад. 畢宿, упр. 毕宿, пиньинь Bì xiù, палл. Би сю, «сачок»)                                  | Альдебаран Тельца                     | - Управитель: Чандра (Луна) - Символ: Телега или колесница, храм, баньян, ладан, сандал - Божество: Брахма или Праджапати - Индийский зодиак: 10° — 23° 20′ Вришабха - Западный зодиак: 6° — 19° 20′ Тельца                                     |             |
| 5  | Мригаширша (санскр. मृगशीर्षम्, IAST: Mr̥gáśirṣa, «оленья голова», также Аграхаяни санскр. अग्रहयनी, IAST: āgrahāyaṇī, тиб. Го, вайли mgo, «голова», кит. трад. 觜宿, пиньинь Zī xiù, палл. Цзы сю, «черепаха»)                                  | λ, φ Ориона                           | - Управитель: Мангала (Марс) - Символ: Оленья голова - Божество: Сома, Чандра — божество Луны - Индийский зодиак: 23° 20′ Вришабха — 6° 40′ Митхуна - Западный зодиак: 19° 20′ Тельца — 6° 40′ Близнецов                                        |             |
| 6  | Ардра (санскр. आर्द्रा, IAST: Ārdrā, «влажное», тиб. Лаг, вайли lag, «рука», кит. трад. 參宿, упр. 参宿, пиньинь Shēn xiù, палл. Шэнь сю, «три»)                                                                                             | Бетельгейзе Ориона                    | - Управитель: Раху (северный узел Луны) - Символ: Слеза, алмаз, человеческая голова - Божество: Рудра — божество бури - Индийский зодиак: 6° 40′ — 20° Митхуна - Западный зодиак: 2° 40′ — 16° Рака                                             |             |
| 7  | Пунарвасу (санскр. पुनर्वसु, IAST: Punarvasu, «двойная, два восстановителя богатства», также Ямакау санскр. यामाकाऊ, IAST: Yāmākāū, «две колесницы», тиб. Набсо, вайли nabs so, кит. трад. 井宿, пиньинь Jǐng xiù, палл. Цзин сю, «колодец»)    | Кастор и Поллукс Близнецов            | - Управитель: Брихаспати (Юпитер) - Символ: лук и колчан - Божество: Адити — мать божеств - Индийский зодиак: 20° Митхуна — 3°20′ Карката - Западный зодиак: 16° — 29°20′ Рака                                                                  |             |
| 8  | Пушья (санскр. पुष्य, IAST: Puṣya, "кормилец, также Сидхья санскр. सिद्ध्या, IAST: Siddhyā, или Тишья санскр. तिश्या, IAST: Tiśyā, тиб. Гьяль, вайли rgyal, «царь», кит. трад. 鬼宿, пиньинь Guǐ xiù, палл. Гуй сю, «бес»)                         | γ, δ и θ Рака                         | - Управитель: Шани (Сатурн) - Символ: Коровье вымя, лотос, стрела и круг - Божество: Брихаспати — божественный жрец - Индийский зодиак: 3°20′ — 16°40′ Карката - Западный зодиак: 29°20′ Рака — 12°40′ Льва                                     |             |
| 9  | Ашлеша (санскр. आश्लेषा, IAST: Āśleṣā, «объятие», тиб. Каг, вайли skag, «зло, препятствие», кит. трад. 柳宿, пиньинь Liǔ xiù, палл. Лю сю, «ива»)                                                                                            | δ, ε, η, ρ и σ Гидры                  | - Управитель: Будха (Меркурий) - Символ: Змея - Божества: Наги — змеи - Индийский зодиак: 16°40′ — 30° Карката - Западный зодиак: 12°40′ — 26° Льва                                                                                             |             |
| 10 | Магха (санскр. मघा, IAST: Maghā, «достаточное», тиб. Чху, вайли mchu, «уста», кит. трад. 星宿, пиньинь Xīng xiù, палл. Син сю, «звезда»)                                                                                                   | Регул Льва                            | - Управитель: Кету (южный узел Луны) - Символ: Царский трон - Божества: Питары — «отцы», семейные предки - Индийский зодиак: 0° — 13°20′ Симха - Западный зодиак: 26° Льва — 9°20′ Девы                                                         |             |
| 11 | Пурва-пхалгуни (санскр. पूर्व फाल्गुनी, IAST: Pūrva Phalgunī, «первое из красноватых», тиб. Дрэ, вайли gre, кит. трад. 張宿, упр. 张宿, пиньинь Zhāng xiù, палл. Чжан сю, «раскрытая сеть»)                                                     | δ и θ Льва                            | - Управитель: Шукра (Венера) - Символ: Передние ножки кровати, гамак, фикус - Божество: Бхага — бог богатства и семейного счастья - Индийский зодиак: 13°20′ — 26°40′ Симха - Западный зодиак: 9°20′ — 22°40′ Девы                              |             |
| 12 | Уттара-пхалгуни (санскр. उत्तर फाल्गुनी, IAST: Uttara Phalgunī, «второе из красноватых», тиб. Во, вайли dbo «подъём, росток, набухание, разлив», кит. трад. 翼宿, пиньинь Yì xiù, палл. И сю, «крылья»)                                        | Денебола Льва                         | - Управитель: Сурья (Солнце) - Символ: Четыре ножки кровати, гамак - Божество: Арьяман — бог-покровитель - Индийский зодиак: 26°40′ Симха — 10° Канья - Западный зодиак: 22°40′ Девы — 6° Весов                                                 |             |
| 13 | Хаста (санскр. हस्त, IAST: Hasta, «рука», тиб. Мэжи, вайли me bzhi кит. трад. 軫宿, упр. 轸宿, пиньинь Zhěn xiù, палл. Чжэнь сю, «телега»)                                                                                                 | α, β, γ, δ и ε Ворона                 | - Управитель: Чандра (Луна) - Символ: Рука или кулак - Божество: Савитар или Сурья — божество Солнца - Индийский зодиак: 10° — 23°20′ Канья - Западный зодиак: 6° — 19°20′ Весов                                                                |             |
| 14 | Читра (санскр. चित्रा, IAST: Chitrā, «ясное», название Спики, тиб. Нагпа, вайли nag pa «чёрное, преступление», кит. трад. 角宿, пиньинь Jiăo xiù, палл. Цзяо сю, «рог»)                                                                      | Спика Девы                            | - Управитель: Мангала (Марс) - Символ: Блестящая драгоценность или жемчужина - Божество: Тваштар или Вишвакарман — божественный строитель - Индийский зодиак: 23°20′ Канья — 6°40′ Тула - Западный зодиак: 19°20′ Весов — 2°40′ Скорпиона       |             |
| 15 | Свати (санскр. स्वाती, IAST: Svātī, название Арктура, тиб. Сари, вайли sari, кит. трад. 亢宿, пиньинь Kàng xiù, палл. Кан сю, «шея») | Арктур Волопаса                       | - Управитель: Раху (северный узел Луны) - Символ: Побег растения, коралл - Божество: Ваю — божество ветра - Индийский зодиак: 6°40′ — 20° Тула - Западный зодиак: 2°40′ — 16° Скорпиона                                                         |             |
| 16 | Вишакха (санскр. विशाखा, IAST: Viśākhā, «вилкообразное, ветвистое», также Радха санскр. राधा, IAST: Rādhā, «дар», тиб. Сага, вайли sa ga, кит. трад. 氐宿, пиньинь Dĭ xiù, палл. Ди сю, «корень»)                                              | α, β, γ и ι1 Весов                    | - Управитель: Брихаспати (Юпитер) - Символ: Триумфальная арка, гончарный круг - Божество: Индра — предводитель богов; Агни — божество огня - Индийский зодиак: 20° Тула — 3°20′ Вришика - Западный зодиак: 16° — 29°20′ Скорпиона               |             |
| 17 | Анурадха (санскр. अनुराधा, IAST: Anurādhā, «последующая Радха», тиб. Хламцхам, вайли lha mtshams, кит. трад. 房宿, пиньинь Fáng xiù, палл. Фан сю, «комната»)                                                                                | β, δ и π Скорпиона                    | - Управитель: Шани (Сатурн) - Символ: Триумфальная арка, лотос - Божество: Митра — бог дружбы и сотрудничества - Индийский зодиак: 3°20′ — 16°40′ Вришика - Западный зодиак: 29°20′ Скорпиона — 12°40′ Стрельца                                 |             |
| 18 | Джьештха (санскр. ज्येष्ठा, IAST: Jyeṣtha, «старейшее, великолепнейшее», тиб. Нрёнь, вайли snron, кит. трад. 心宿, пиньинь Xīn xiù, палл. Синь сю, «сердце»)                                                                                  | α, σ, и τ Скорпиона                   | - Управитель: Будха (Меркурий) - Символ: Круглый амулет, зонтик, серьга - Божество: Индра — предводитель богов - Индийский зодиак: 16°40′ — 30° Вришика - Западный зодиак: 12°40′ — 26° Стрельца                                                |             |
| 19 | Мула (санскр. मूल, IAST: Mūla, «корень», тиб. Нруб, вайли snrubs, кит. трад. 尾宿, пиньинь Wěi xiù, палл. Вэй сю, «хвост») | ε, ζ, η, θ, ι1, κ, λ, μ и ν Скорпиона | - Управитель: Кету (южный узел Луны) - Символ: связка саженцев, слоновье стрекало - Божество: Ниррити, богиня разрушения и распада - Индийский зодиак: 0° — 13°20′ Дхану - Западный зодиак: 26° Стрельца — 9°20′ Козерога                       |             |
| 20 | Пурва-ашадха (санскр. पूर्वाषाढा, IAST: Pūrva Aṣādhā, «непобедимая», первая Ашадха, тиб. Чхутёд, вайли chu stod, «верхняя вода», кит. трад. 箕宿, пиньинь Jī xiù, палл. Цзи сю, «веяльная плетушка»)                                           | δ и ε Стрельца                        | - Управитель: Шукра (Венера) - Символ: Слоновый бивень, опахало, веяльная плетушка - Божество: Апас — бог космических вод - Индийский зодиак: 13°20′ — 26°40′ Дхану - Западный зодиак: 9°20′ — 22°40′ Козерога                                  |             |
| 21 | Уттара-ашадха (санскр. उत्तराषाढा, IAST: Uttara Aṣādhā, «непобедимая», вторая Ашадха, тиб. Чхумед, вайли chu smad, «нижняя вода», кит. трад. 斗宿, пиньинь Dǒu xiù, палл. Доу сю, «ковш»)                                                     | ζ и σ Стрельца                        | - Управитель: Сурья (Солнце) - Символ: Слоновый бивень, маленькое ложе - Божество: Вишведевы — универсальные боги - Индийский зодиак: 26°40′ Дхану — 10° Макара - Западный зодиак: 22°40′ Козерога — 6° Водолея                                 |             |
| 22 | Абхиджита (санскр. अभिजित, IAST: Abhijita, «победоносное», тиб. Дрожинь, вайли gro bzhin, кит. трад. 牛宿, пиньинь Niú xiù, палл. Ню сю, «бык»)                                                                                             | α, ε и ζ Лиры                         | - Управитель: Брахма - Зодиак: 06°40′ — 10°53′40″ в сидерическом Козероге |             |
| 23 | Шравана (санскр. श्रवण, IAST: Śravana, «слушание», тиб. Чжьижинь, вайли byi bzhin, кит. трад. 女宿, пиньинь Nǚ xiù, палл. Нюй сю, «девица»)                                                                                                | α, β и γ Орла                         | - Управитель: Чандра (Луна) - Символ: Ухо или три следа - Божество: Вишну — хранитель мироздания - Индийский зодиак: 10° — 23°20′ Макара - Западный зодиак: 6° — 19°20′ Водолея                                                                 |             |
| 24 | Дхаништха (санскр. धनिष्ठा, IAST: Dhaniṣṭhā, «быстрейшее», также Шравиштха санскр. श्रविष्ठा, IAST: Śraviṣṭhā, «известнейшее», тиб. Мёньдрэ, вайли mon gre, кит. трад. 虛宿, пиньинь Xū xiù, палл. Сюй сю, «пустота»)                            | α, β, γ и δ Дельфина                  | - Управитель: Мангала (Марс) - Символ: Барабан или флейта - Божество: Восемь Васу — боги земного изобилия - Индийский зодиак: 23°20′ Макара — 6°40′ Кумбха - Западный зодиак: 19°20′ Водолея — 2°40′ Рыб                                        |             |
| 25 | Шатабхиша (санскр. शतभिषा, IAST: Śatabhiṣa, «сто лекарей», тиб. Мёньдру, вайли mon gru, кит. трад. 危宿, пиньинь Wēi xiù, палл. Вэй сю, «гребень крыши»)                                                                                    | γ Водолея                             | - Управитель: Раху (северный узел Луны) - Символ: Пустая окружность, 1000 цветов или звёзд - Божество: Варуна — бог воды, неба и земли - Индийский зодиак: 6°40′ — 20° Кумбха - Западный зодиак: 2°40′ — 16° Рыб                                |             |
| 26 | Пурва-бхадрапада (санскр. पूर्वभाद्रपदा, IAST: Pūrva Bhādrapadā, «первая из благословенных ног», тиб. Тхрумтёд, вайли khrums stod, кит. трад. 室宿, пиньинь Shì xiù, палл. Ши сю, «жилище»)                                                    | α и β Пегаса                          | - Управитель: Брихаспати (Юпитер) - Символ: Мечи или передние ножки погребального ложа, человек с двумя лицами - Божество: Аджикапада — древний огненный дракон - Индийский зодиак: 20° Кумбха — 3°20′ Мина - Западный зодиак: 16° — 29°20′ Рыб |             |
| 27 | Уттара-бхадрапада (санскр. उत्तरभाद्रपदा, IAST: Uttara Bhādrapadā, «вторая из благословенных ног», тиб. Тхруммед, вайли khrums smad, кит. трад. 壁宿, пиньинь Bì xiù, палл. Би сю, «стена»)                                                   | γ Пегаса и α Андромеды                | - Управитель: Шани (Сатурн) - Символ: Близнецы, задние ножки погребального ложа, змея в воде - Божество: Ахир Будхьяна — змея или дракон глубины - Индийский зодиак: 3°20′ — 16°40′ Мина - Западный зодиак: 29°20′ Рыб — 12°40′ Овна            |             |
| 28 | Ревати (санскр. रेवती, IAST: Revatī, «процветающее» тиб. Намдру, вайли nam gru, кит. трад. 奎宿, пиньинь Kuí xiù, палл. Куй сю, «ляжки») | ζ Рыб                                 | - Управитель: Будха (Меркурий) - Символ: Рыба или пара рыб, барабан - Божество: Пушан — кормилец, бог-защитник - Индийский зодиак: 16°40′ — 30° Мина - Западный зодиак: 12°40′ — 26° Овна                                                       |             |

## Пада (четверти)
Каждая из накшатр занимает 13°20′ эклиптики. Далее все нашкатры делятся на Па́да (четверти) по 3°20′, и в следующей таблице даны слоги, подходящие для начала имени ребёнка, родившегося в ту или иную Пада (четверть). Всего 108 Пада (четвертей) — сакральное число для индуизма и буддизма.
| №  | Накшатра          | Пада 1    | Пада 2    | Пада 3    | Пада 4    |
| -- | ----------------- | --------- | --------- | --------- | --------- |
| 1  | Ашвини            | चु Чу      | चे Че      | चो Чо      | ला Ла      |
| 2  | Бхарани           | ली Ли      | लू Лу      | ले Ле      | पो Ло      |
| 3  | Криттика          | अ А       | ई И       | उ У       | ए Э       |
| 4  | Рохини            | ओ О       | वा Ва/Ба   | वी Ви/Би   | वु Ву/Бу   |
| 5  | Мригаширша        | वे Ве/Бё   | वो Во/Бо   | का Ка      | की Ки      |
| 6  | Ардра             | कु Ку      | घ Гха     | ङ Нга     | छ Чха     |
| 7  | Пунарвасу         | के Ке      | को Ко      | हा Ха      | ही Хи      |
| 8  | Пушья             | हु Ху      | हे Хе      | हो Хо      | ड Да      |
| 9  | Ашлеша            | डी Ди      | डू Ду      | डे Де      | डो До      |
| 10 | Магха             | मा Ма      | मी Ми      | मू Му      | मे Ме      |
| 11 | Пурва пхалгуни    | नो Мо      | टा Та      | टी Ти      | टू Ту      |
| 12 | Уттара пхалгуни   | टे Те      | टो То      | पा Па      | पी Пи      |
| 13 | Хаста             | पू Пу      | ष Ша      | ण На      | ठ Тха     |
| 14 | Читра             | पे Пе      | पो По      | रा Ра      | री Ри      |
| 15 | Свати             | रू Ру      | रे Ре      | रो Ро      | ता Та      |
| 16 | Вишакха           | ती Ти      | तू Ту      | ते Те      | तो То      |
| 17 | Анурадха          | ना На      | नी Ни      | नू Ну      | ने Не      |
| 18 | Джьештха          | नो Но      | या Я       | यी Йи      | यू Ю       |
| 19 | Мула              | ये Е       | यो Йо      | भा Бха     | भी Бхи     |
| 20 | Пурва ашадха      | भू Бху     | धा Дха     | फा Бха/Пха | ढा Дха     |
| 21 | Уттара ашадха     | भे Бхе     | भो Бхо     | जा Джа     | जी Джи     |
| 22 | Шравана           | खी Джу/Кхи | खू Дже/Кху | खे Джо/Кхе | खो Гха/Кхо |
| 23 | Дхаништха         | गा Га      | गी Ги      | गु Гу      | गे Ге      |
| 24 | Шатабхиша         | गो Го      | सा Са      | सी Си      | सू Су      |
| 25 | Пурва бхадрапада  | से Се      | सो Со      | दा Да      | दी Ди      |
| 26 | Уттара бхадрапада | दू Ду      | थ Тха     | झ Джха    | ञ Да/Тра  |
| 27 | Ревати            | दे Де      | दो До      | च Ча      | ची Чи      |